# 赤足驚魂
《赤足驚魂》，是一部於1997年上映的香港三級電影，監製及導演為黎繼明，並由鄭浩南、梁琤、程嘉美、謝天華主演。

## 劇情
陳志來（鄭浩南飾）是一名極度變態、戀腿成癮的連環強姦犯，專門盯上美腿外露的年輕女子，習慣靠嬰兒車誘餌將目標女性引至無人小巷後用球棒擊昏，擄至藏身處進行性侵、施暴，最後會切下她們的美腿做收藏後棄屍。數宗相同作案手法之姦殺奇案已遍佈香港，狡猾程度讓香港警方無從查起，隨著媒體的報道也讓香港人心惶惶，造成絕大多數女性都不敢穿裙子上街。
陳志來平時會像普通市民一樣上街，手持相機四處偷拍來尋找新獵物，一日偶然撞見警方與劫匪發生槍戰的場面，過程中一眼瞥見年輕貌美、擁有一雙修長美腿的女警阿雪（梁琤飾）。陳志來不經意地對阿雪產生迷戀，趁機用攝像機拍下阿雪的槍戰畫面、更是對其腿部來一個特寫，同時趁亂撿走阿雪掉在路邊的手提包而得到她的家門鑰匙，並偷偷跟蹤療完傷出院的阿雪至其住處，在接下來的幾天裡時常偷進她家、肆無忌憚的享受，而每日照常回家的阿雪對身邊的變態殺手渾然不知。阿雪隔天回去警局工作時，陳志來刻意本人前來會面她，特意暗示自己對她的愛意，臨走前留給她一件禮物。阿雪發現禮盒中放有自己前一晚在家中摔碎的杯子之替代品，包括槍戰當天的特寫錄像，由此意識到陳志來在跟蹤自己。
陳志來回到阿雪家，卻剛好跟阿雪的妹妹Kelly（程嘉美飾）撞個正著，情急之下將Kelly打昏後擄走進行性侵。隔天，陳志來致電警局要求阿雪單獨出來與他見面，否則就將Kelly撕票，別無選擇的阿雪被迫甩掉尾隨在後的警察隊伍，來到指定地點卻被陳志來從背後打昏，與妹妹一同落入魔掌。遭到吊墜縛的阿雪眼睜睜地看著陳志來蹂躪自己妹妹，還發現陳志來瘋狂到在自身上烙下自己的名字。阿雪隨後遭陳志來刮腿毛，被他強行在腳底烙下印記，而Kelly伺機逃出並釋放阿雪，卻不幸被陳志來扭斷頭殺害，憤怒的阿雪因此燒毀陳志來的所有美腿收藏，迫使陳志來落荒而逃。
阿雪獲救後精神受創，跟Ken（謝天華飾）的戀情也因此降至冰點，決定暫時休假散心。然而沒有就此罷手的陳志來不但繼續犯案，甚至設陷阱擄走在新聞上發誓會將自己抓捕歸案的Ken，隨後開車引誘陪同事上街的阿雪追趕他至黑暗街巷。復仇心切的阿雪在黑暗中看不清人，不慎誤殺被陳志來當作肉盾的Ken，絕望之下選擇自殺卻打光子彈，還被上司高警長（盧雄飾）停職。而陳志來又開始變本加厲地犯案，甚至開始隨便引誘路邊的美女下手，後來他看到著名記者猛天師（李健仁飾）在新聞上大放厥詞，聲稱自己是“社會必須剷除的禍害”。如此挑釁使陳志來直接找上猛天師的家，殺死其女傭並對他的外國妻子施暴、拍裸照，以此威脅猛天師在新聞上呼籲阿雪出面與他見面，否則會一天殺一人。即使猛天師照做，陳志來仍殺死他的妻子，並切下其雙腿，在警方趕到前逃跑。
阿雪前去參加Ken的葬禮，卻發現其遺體的雙腿也被陳志來切斷，一旁還放著自己母親的傳家寶翡翠手鐲。深感不妙的阿雪見上司不肯聽勸，在同事的默許下採取劫持手段逃走，得到槍前去母親住的養老院。陳志來誘導阿雪母親在內的所有老人舉行一場派對，並與阿雪一起在中心共舞，瘋狂地表示他們兩個是“天生一對”。陳志來挾持著阿雪母親到樓頂，威脅要將其扔下樓。為了救母親，阿雪刻意用刀切傷自己的腿，刻意激怒陳志來並展開搏鬥。阿雪最終成功用鐵鉤鉤穿陳志來的腿而將他倒掛在頂樓，不理會其求饒而慢慢切斷繩子，親眼目睹罪孽深重的陳志來墜樓身亡。

## 人物角色
| 演員          | 角色     | 粵語配音 | 關係／備註                                                                                       |
| 鄭浩南        | 陳志來   | 林保全   | 戀腿成癮的強姦犯，性格極度殘忍的變態色魔，喜歡把美女的美腿切掉並收藏，唯獨迷戀上阿雪而無法下手。 |
| 梁琤          | 阿雪     | 陸惠玲   | 重案組總督察，美麗動人而受陳志來迷戀、跟蹤，也因此牽連到身邊的親朋好友，只能想盡辦法與其周旋。   |
| 程嘉美        | Kelly    |          | 空姐，阿雪的妹妹，不幸受牽連而被陳志來擄走及姦殺。                                               |
| 謝天華        | Ken      | 謝天華   | 重案組總督察，阿雪的男友，長期偵辦這起姦殺奇案。後被阿雪誤殺。                                   |
| 李健仁        | 猛天師   |          | 有「捉鬼大師」之稱的新聞記者，報導不少姦殺奇案。                                                 |
| 盧雄          | 高警長   | 盧雄     | 警署長官，阿雪和Ken的上司。                                                                      |
| 劉的之        | Ivan     | 盧雄     | 法醫。                                                                                           |
| 葉先兒        | 李素姬   | 葉先兒   | 陳志來的第七個受害女性，沿路被綁架、性侵後殺害。                                                 |
| Rachel Tucker | 猛天師妻 |          | 猛天師之妻，因為丈夫公然挑釁而被陳志來姦殺。                                                     |

## 分級制度
| 國家／地區 | 級別 |
| 香港       | Ⅲ    |